# Сант'Урбано (Падова)
Сант'Урбано (итал. Sant'Urbano) је насеље у Италији у округу Падова, региону Венето.
Према процени из 2011. у насељу је живело 270 становника. Насеље се налази на надморској висини од 6 м.

## Становништво
Према резултатима пописа становништва 2011. у општини је живело 2.162 становника.
| 1931. | 1936. | 1951. | 1961. | 1971. | 1981. | 1991. | 2001. | 2011. |
| ----- | ----- | ----- | ----- | ----- | ----- | ----- | ----- | ----- |
| 4.939 | 5.057 | 4.629 | 3.293 | 2.781 | 2.614 | 2.454 | 2.253 | 2.162 |